# Bursztynowo (powiat grudziądzki)
Bursztynowo – wieś w Polsce położona w województwie kujawsko-pomorskim, w powiecie grudziądzkim, w gminie Świecie nad Osą, przy trasie linii kolejowej Grudziądz – Jabłonowo Pomorskie.
We wsi znajduje się przystanek kolejowy PKP Bursztynowo i kościół.
Według Narodowego Spisu Powszechnego (III 2011 r.) wieś liczyła 420 mieszkańców. Jest czwartą co do wielkości miejscowością gminy Świecie nad Osą.
W latach 1954–1959 wieś należała i była siedzibą władz gromady Bursztynowo, po jej zniesieniu w gromadzie Świecie n/Osą. W latach 1975–1998 miejscowość administracyjnie należała do województwa toruńskiego.